# Gomezgani Chirwa
Gomezgani Chirwa (Mponela, 25 settembre 1996) è un calciatore malawiano, difensore del Big Bullets e della nazionale malawiana.

## Carriera

### Club
Ha giocato nella prima divisione malawiana.
In carriera ha giocato anche 2 partite in CAF Champions League.

### Nazionale
Debutta con la nazionale malawiana il 4 settembre 2017 in occasione dell'amichevole vinta 1-0 contro il Togo.
Nel dicembre del 2021 viene incluso nella lista finale dei convocati della Coppa delle nazioni africane 2021.

## Statistiche
Statistiche aggiornate al 4 gennaio 2022.

### Cronologia presenze e reti in nazionale
| Cronologia completa delle presenze e delle reti in nazionale ― Malawi | Cronologia completa delle presenze e delle reti in nazionale ― Malawi | Cronologia completa delle presenze e delle reti in nazionale ― Malawi | Cronologia completa delle presenze e delle reti in nazionale ― Malawi | Cronologia completa delle presenze e delle reti in nazionale ― Malawi | Cronologia completa delle presenze e delle reti in nazionale ― Malawi | Cronologia completa delle presenze e delle reti in nazionale ― Malawi | Cronologia completa delle presenze e delle reti in nazionale ― Malawi |
| Data                                                                  | Città                                                                 | In casa                                                               | Risultato                                                             | Ospiti                                                                | Competizione                                                          | Reti                                                                  | Note                                                                  |
| --------------------------------------------------------------------- | --------------------------------------------------------------------- | --------------------------------------------------------------------- | --------------------------------------------------------------------- | --------------------------------------------------------------------- | --------------------------------------------------------------------- | --------------------------------------------------------------------- | --------------------------------------------------------------------- |
| 4-9-2017                                                              | Agadir                                                                | Togo                                                                  | 0 – 1                                                                 | Malawi                                                                | Amichevole                                                            | -                                                                     | 68’                                                                   |
| 7-10-2017                                                             | Dar es Salaam                                                         | Tanzania                                                              | 1 – 1                                                                 | Malawi                                                                | Amichevole                                                            | -                                                                     |                                                                       |
| 11-11-2017                                                            | Lilongwe                                                              | Malawi                                                                | 1 – 1                                                                 | Lesotho                                                               | Amichevole                                                            | -                                                                     | 16’                                                                   |
| 27-3-2018                                                             | Kampala                                                               | Uganda                                                                | 0 – 0                                                                 | Malawi                                                                | Amichevole                                                            | -                                                                     |                                                                       |
| 28-5-2018                                                             | Polokwane                                                             | Mauritius                                                             | 1 – 0                                                                 | Malawi                                                                | Coppa COSAFA 2018 - 1º turno                                          | -                                                                     |                                                                       |
| 30-5-2018                                                             | Polokwane                                                             | Malawi                                                                | 1 – 1                                                                 | Botswana                                                              | Coppa COSAFA 2018 - 1º turno                                          | -                                                                     |                                                                       |
| 1-6-2018                                                              | Polokwane                                                             | Angola                                                                | 0 – 0                                                                 | Malawi                                                                | Coppa COSAFA 2018 - 1º turno                                          | -                                                                     |                                                                       |
| 22-3-2019                                                             | Lilongwe                                                              | Malawi                                                                | 0 – 0                                                                 | Marocco                                                               | Qual. Coppa d'Africa 2019                                             | -                                                                     |                                                                       |
| 20-4-2019                                                             | Manzini                                                               | eSwatini                                                              | 0 – 0                                                                 | Malawi                                                                | Qual. CHAN 2020                                                       | -                                                                     | 79’                                                                   |
| 30-5-2019                                                             | Umlazi                                                                | Mozambico                                                             | 1 – 1                                                                 | Malawi                                                                | Coppa COSAFA 2019 - 1º turno                                          | -                                                                     | 23’                                                                   |
| 13-10-2019                                                            | Maseru                                                                | Lesotho                                                               | 1 – 1                                                                 | Malawi                                                                | Amichevole                                                            | -                                                                     | 79’                                                                   |
| 13-11-2019                                                            | Blantyre                                                              | Malawi                                                                | 1 – 0                                                                 | Sudan del Sud                                                         | Qual. Coppa d'Africa 2021                                             | -                                                                     |                                                                       |
| 17-11-2019                                                            | Kampala                                                               | Uganda                                                                | 2 – 0                                                                 | Malawi                                                                | Qual. Coppa d'Africa 2021                                             | -                                                                     |                                                                       |
| 12-3-2020                                                             | Lusaka                                                                | Zambia                                                                | 1 – 0                                                                 | Malawi                                                                | Amichevole                                                            | -                                                                     | 60’                                                                   |
| 16-11-2021                                                            | Cotonou                                                               | Mozambico                                                             | 1 – 0                                                                 | Malawi                                                                | Qual. Mondiali 2022                                                   | -                                                                     |                                                                       |
| 24-3-2023                                                             | Il Cairo                                                              | Egitto                                                                | 2 – 0                                                                 | Malawi                                                                | Qual. Coppa d'Africa 2023                                             | -                                                                     |                                                                       |
| 24-3-2025                                                             | Radès                                                                 | Tunisia                                                               | 2 – 0                                                                 | Malawi                                                                | Qual. Mondiali 2026                                                   | -                                                                     | 52’                                                                   |
| Totale                                                                |                                                                       | Presenze                                                              | 17                                                                    |                                                                       | Reti                                                                  | 0                                                                     |                                                                       |